# Partito Socialista (Portogallo)
Il Partito Socialista (in portoghese Partido Socialista, PS) è un partito portoghese di centro-sinistra.
Non deve essere confuso con lo storico Partido Socialista Português, esistito tra il 1875 ed il 1933.
L'attuale partito socialista venne fondato il 19 aprile 1973 da militanti dell'Azione Socialista Portoghese (in portoghese Acção Socialista Portuguesa). Fa parte del Partito Socialista Europeo e dell'Internazionale Socialista.
Nelle elezioni parlamentari del 2005, ottenne 2 588 312 voti (45%) e si aggiudicò 121 seggi, risultando così il primo partito del Paese.
È stato partito di governo portoghese dal 2005 al 2011 guidato dal primo ministro José Sócrates, il quale, dopo la sconfitta alle ultime elezioni, lascia ogni attività politica.
Il più volte premier António Costa è stato leader del partito dalle elezioni primarie del 2014 fino alle dimissioni nel 2024. Attualmente, il segretario del partito è l'ex-segretario di stato per gli affari parlamentari Pedro Nuno Santos.

## Lista di personalità

### Segretari generali
- Mário Soares: 1973 - 1986
- Vítor Constâncio: 1986 - 1989
- Jorge Sampaio: 1989 - 1992
- António Guterres: 1992 - 2002
- Eduardo Ferro Rodrigues: 2002 - 2004
- José Sócrates: 2004 - 2011
- António José Seguro: 2011 - 2014
- António Costa: 2014 - 2024
- Pedro Nuno Santos: 2024 - in carica

### Presidenti di partito
- António Macedo: 1974 - 1986
- Manuel Tito de Morais: 1986 - 1989
- João Ferraz de Abreu: 1989 - 1992
- António de Almeida Santos: 1992 - 2011
- Maria da Belém Roseira: 2011 - 2014
- Carlos César: 2014 - in carica

### Primi Ministri
- Mário Soares: 1976 - 1978, 1983 - 1985
- António Guterres: 1995 - 2002
- José Sócrates: 2005 - 2011
- António Costa: 2015 - 2024

### Presidenti della Repubblica
- Mário Soares: 1986 - 1996
- Jorge Sampaio: 1996 - 2006

## Risultati elettorali

### Elezioni legislative
| Anno | Voti      | %                       | +/-  | Seggi     | +/- | Status                                   | Alleanza |
| ---- | --------- | ----------------------- | ---- | --------- | --- | ---------------------------------------- | -------- |
| 1975 | 2 162 972 | 37,9 (primo partito)    |      | 116 / 250 |     | Assemblea costituente                    |          |
| 1976 | 1 912 921 | 34,9 (primo partito)    | 3,0  | 107 / 263 | 9   | Governo (1976-78); Opposizione (1978-79) |          |
| 1979 | 1 642 136 | 27,3 (secondo partito)  | 7,6  | 74 / 250  | 33  | Opposizione                              |          |
| 1980 | 1 673 279 | 27,8 (secondo partito)  | 0,5  | 66 / 250  | 8   | Opposizione                              | FRS      |
| 1983 | 2 061 309 | 36,1 (primo partito)    | 8,3  | 101 / 250 | 35  | Governo                                  |          |
| 1985 | 1 204 321 | 20,8 (secondo partito)  | 15,3 | 57 / 250  | 44  | Opposizione                              |          |
| 1987 | 1 262 506 | 22,2 (secondo partito)  | 1,4  | 60 / 250  | 3   | Opposizione                              |          |
| 1991 | 1 670 758 | 29,1 (secondo partito)  | 6,9  | 72 / 230  | 12  | Opposizione                              |          |
| 1995 | 2 583 755 | 43,8 (primo partito)    | 14,7 | 112 / 230 | 40  | Governo                                  |          |
| 1999 | 2 385 922 | 44,1 (primo partito)    | 0,3  | 115 / 230 | 3   | Governo                                  |          |
| 2002 | 2 068 584 | 37,8 (secondo partito)  | 6,3  | 96 / 230  | 19  | Opposizione                              |          |
| 2005 | 2 588 312 | 45,0 (primo partito)    | 7,2  | 121 / 230 | 25  | Governo                                  |          |
| 2009 | 2 077 695 | 36,6 (primo partito)    | 8,4  | 97 / 230  | 24  | Governo                                  |          |
| 2011 | 1 568 168 | 28,1 (secondo partito)  | 8,5  | 74 / 230  | 23  | Opposizione                              |          |
| 2015 | 1 747 685 | 32,3 (secondo partito)  | 4,2  | 86 / 230  | 12  | Opposizione (2015); Governo (2015-19)    |          |
| 2019 | 1 866 511 | 36,3 (primo partito)    | 4,1  | 108 / 230 | 22  | Governo                                  |          |
| 2022 | 2 301 887 | 41,4 (primo partito)    | 5,03 | 120 / 230 | 11  | Governo                                  |          |
| 2024 | 1 759 998 | 28,66 (secondo partito) | 12,7 | 77 / 230  | 43  | Opposizione                              |          |
| 2025 | 1.442.546 | 23,81 (terzo partito)   | 4,85 | 58 / 230  | 19  | Opposizione                              |          |

### Elezioni presidenziali
| Anno | Candidato supportato        | 1º Turno                    | 1º Turno                    | 2º Turno  | 2º Turno                    |
| Anno | Candidato supportato        | Voti                        | %                           | Voti      | %                           |
| ---- | --------------------------- | --------------------------- | --------------------------- | --------- | --------------------------- |
| 1976 | António Ramalho Eanes       | 2 967 137                   | 61,6 (candidato più votato) |           |                             |
| 1980 | António Ramalho Eanes       | 3 262 520                   | 56,4 (candidato più votato) |           |                             |
| 1986 | Mário Soares                | 1 443 683                   | 25,4 (secondo più votato)   | 3 010 756 | 51,2 (candidato più votato) |
| 1991 | Mário Soares                | 3 459 521                   | 70,4 (candidato più votato) |           |                             |
| 1996 | Jorge Sampaio               | 3 035 056                   | 53,9 (candidato più votato) |           |                             |
| 2001 | Jorge Sampaio               | 2 401 015                   | 55,6 (candidato più votato) |           |                             |
| 2006 | Mário Soares                | 785 355                     | 14,3 (terzo più votato)     |           |                             |
| 2011 | Manuel Alegre               | 832 637                     | 19,8 (secondo più votato)   |           |                             |
| 2016 | Nessun candidato supportato | Nessun candidato supportato | Nessun candidato supportato |           |                             |
| 2021 | Nessun candidato supportato | Nessun candidato supportato | Nessun candidato supportato |           |                             |

### Elezioni europee
| Anno | Voti      | %                      | +/-  | Seggi   | +/-     |
| ---- | --------- | ---------------------- | ---- | ------- | ------- |
| 1987 | 1 267 672 | 22,5 (secondo partito) |      | 6 / 25  |         |
| 1989 | 1 184 380 | 28,5 (secondo partito) | 6,0  | 8 / 25  | 2       |
| 1994 | 1 061 560 | 34,9 (primo partito)   | 6,4  | 10 / 25 | 2       |
| 1999 | 1 493 146 | 43,1 (primo partito)   | 8,2  | 12 / 25 | 2       |
| 2004 | 1 516 001 | 44,5 (primo partito)   | 1,4  | 12 / 24 | Stabile |
| 2009 | 946 818   | 26,5 (secondo partito) | 18,0 | 7 / 22  | 5       |
| 2014 | 1 033 158 | 31,5 (primo partito)   | 5,0  | 8 / 21  | 1       |
| 2019 | 1 106 345 | 35,88 (primo partito)  | 4,38 | 9 / 21  | 1       |
| 2024 | 1.267.106 | 32,08 (primo partito)  | 3,80 | 8 / 21  | 1       |